# Conophytum obscurum
Conophytum obscurum är en isörtsväxtart. Conophytum obscurum ingår i släktet Conophytum, och familjen isörtsväxter.

## Underarter
Arten delas in i följande underarter:
- C. o. barbatum
- C. o. obscurum
- C. o. sponsaliorum
- C. o. vitreopapillum

## Bildgalleri

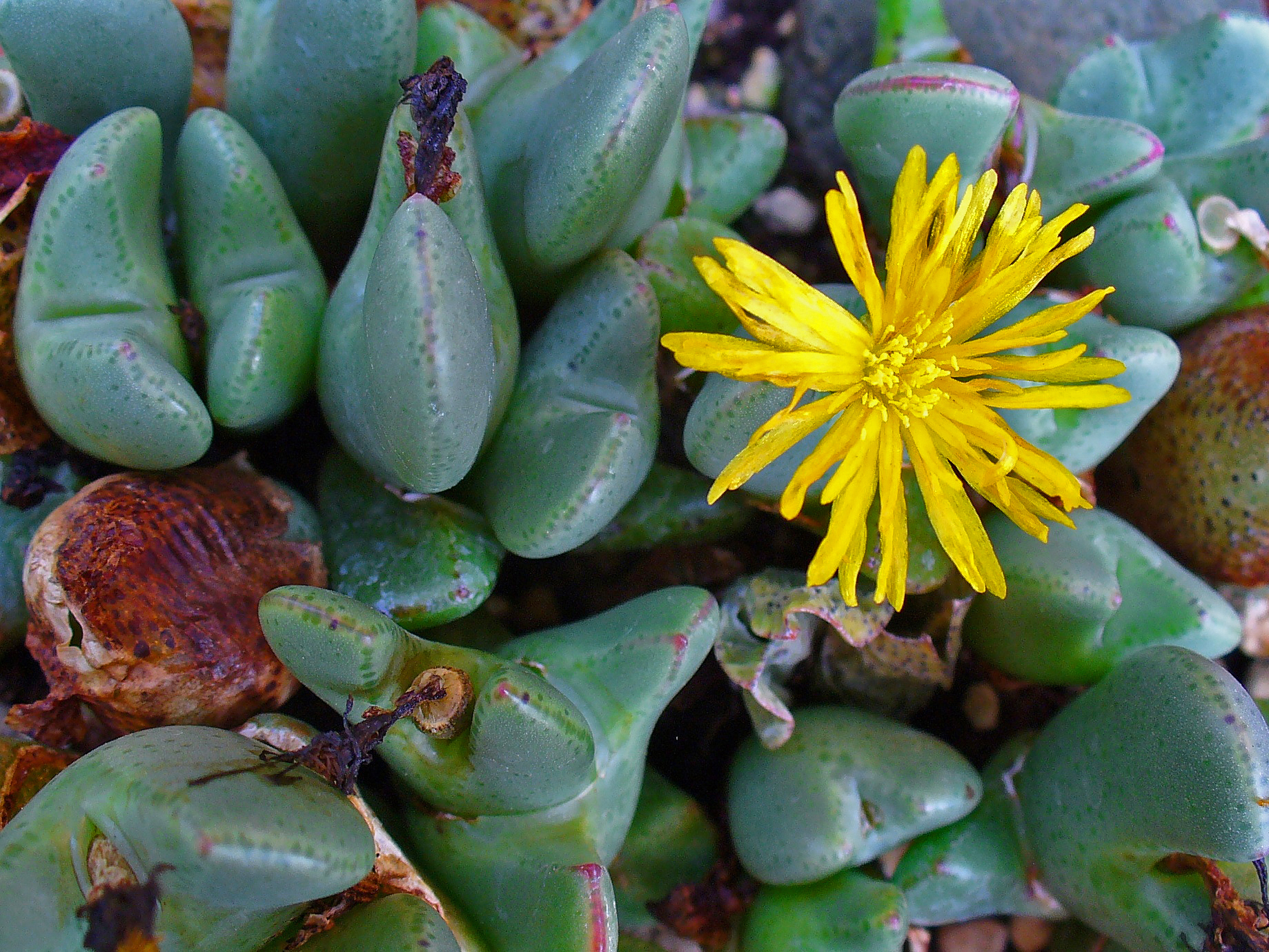
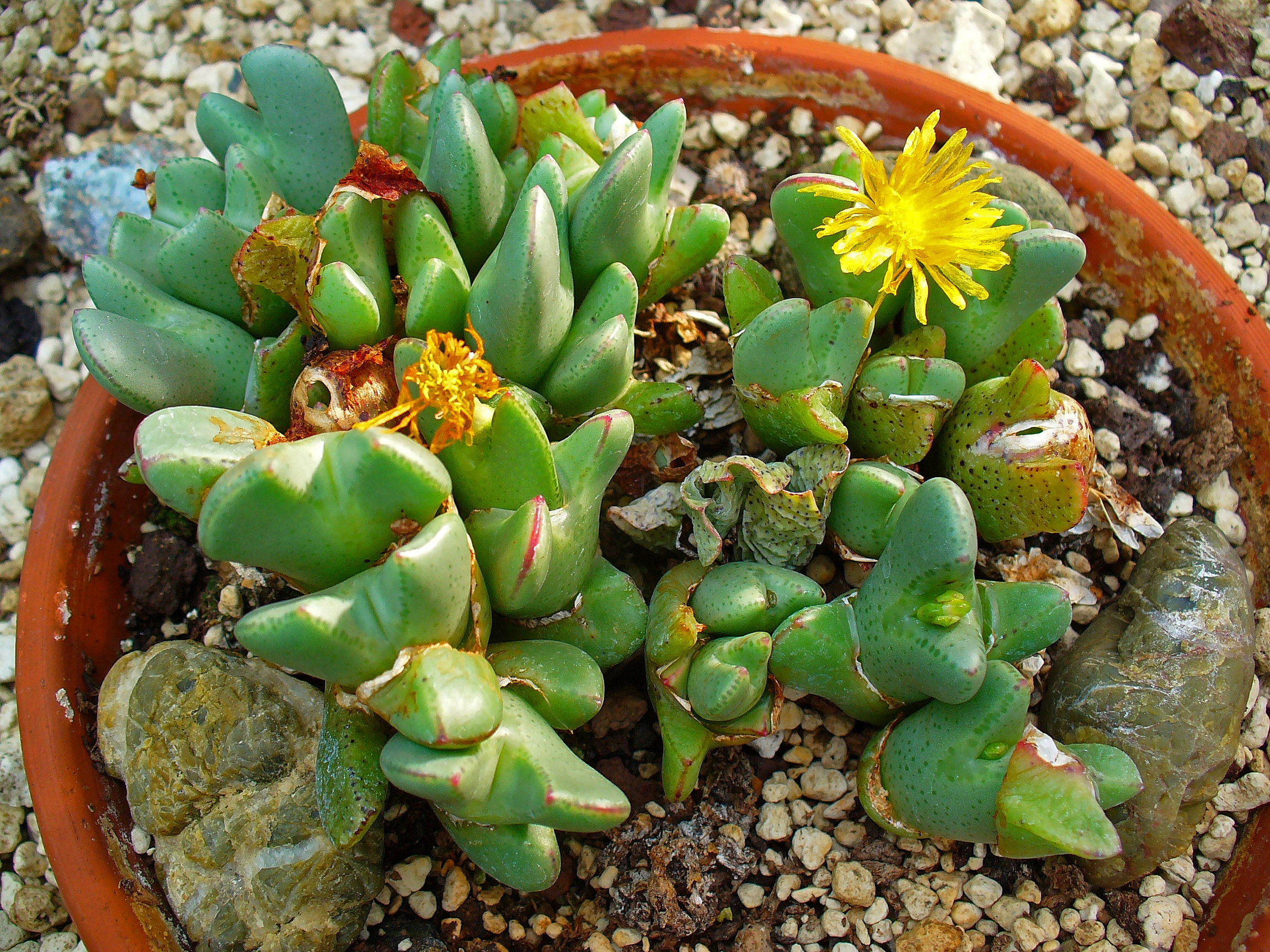